# Traffic Stop
Traffic Stop ist ein US-amerikanischer Dokumentarfilm. Der Kurzfilm entstand unter der Regie von Kate Davis. Der Film wurde auch als bester dokumentarischer Kurzfilm bei der Oscarverleihung 2018 nominiert.

## Handlung
Traffic Stop erzählt die Geschichte von Breaion King, einer 26-jährigen afroamerikanischen Schullehrerin aus Austin, Texas. Sie wird aufgrund einer geringfügigen Verkehrsüberschreitung von der Polizei aufgehalten. Diese eskaliert zu einer dramatischen Verhaftung. Das Geschehen wird auf einer Dashcam der Polizei festgehalten. Breaion King wird von den Polizeibeamten aus ihrem Auto gezogen und auf den Boden geworfen. Am Boden liegend werden ihr von den Polizisten Handschellen angelegt. Sie wird in Handschellen in den Streifenwagen gebracht. Auf der Fahrt ins Gefängnis führt sie mit dem Polizeibeamten ein aufschlussreiches Gespräch zum Thema Rassen und Strafverfolgung in den Vereinigten Staaten. Das Filmmaterial der Dashcam wird im Verlauf des Filmes Szenen aus Breaions Alltag gegenübergestellt: Diese Gegenüberstellung schaffen ein umfassendes Porträt hinter der verhafteten Frau.

## Hintergrund
Der Film basiert auf der Geschichte der 28-jährigen Sandra Bland, die 2015 nach einer Verkehrskontrolle im Texas verhaftet wurde. Wenige Tage später fand man sie erhängt in ihrer Gefängniszelle.

## Auszeichnungen
| Preis          | Tag der Preisverleihung | Kategorie           | Empfänger | Ergebnis   | Einzelnachweise |
| -------------- | ----------------------- | ------------------- | --------- | ---------- | --------------- |
| Academy Awards | 4. März 2018            | Dokumentar-Kurzfilm |           | Ausstehend |                 |